# Không nói điều dữ
Không nói điều dữ (tên tiếng Anh: Speak No Evil) là một bộ phim điện ảnh Mỹ thuộc thể loại kinh dị – tâm lý – giật gân ra mắt vào năm 2024 do James Watkins viết kịch bản kiêm đạo diễn, là phiên bản làm lại của bộ phim cùng tên ra mắt tại Thụy Điển vào năm 2022. Tác phẩm có sự tham gia diễn xuất của các diễn viên gồm James McAvoy, Mackenzie Davis, Aisling Franciosi, Alix West Lefler, Dan Hough và Scoot McNairy. 
Không nói điều dữ được công chiếu tại các rạp phim ở Mỹ và Việt Nam vào ngày 13 tháng 9 năm 2024. Tác phẩm nhận về những lời khen ngợi từ giới chuyên môn sau khi ra mắt.

## Nội dung
Một gia đình người Mỹ được mời đến nghỉ cuối tuần tại khu đất nông thôn bình dị của một gia đình người Anh thiện lành mà họ kết bạn trong kỳ nghỉ, câu chuyện bắt đầu khi kỳ nghỉ trong này mơ sớm biến thành một cơn ác mộng tâm lý kinh hoàng.
Trong khi đi nghỉ ở Ý, đôi vợ chồng người Mỹ Ben và Louise Dalton cùng cô con gái tuổi teen Agnes gặp gỡ và kết bạn với đôi vợ chồng người Anh Paddy và Ciara cùng cậu con trai Ant. Trở về nhà ở London, Ben và Louise bất hòa vì anh thất nghiệp và cô không chung thủy. Một lá thư được gửi đến từ Paddy và Ciara mời gia đình Dalton đến trang trại của họ ở Devon. Gia đình Dalton quyết định đi, hi vọng chuyến đi này sẽ tốt cho họ và cho Agnes, người mắc chứng lo âu và gắn bó với một chú thỏ nhồi bông tên là Hoppy.
Khi đến trang trại, Ben, Louise và Agnes được chào đón nồng nhiệt, nhưng khi họ ở lại ngôi nhà, họ bắt đầu trở nên khó chịu bởi những sự cố kỳ lạ và hành vi hung hăng thụ động từ vợ chồng chủ nhà. Louise cũng lo lắng về cách đối xử hung hăng của Paddy và Ciara với Ant, người mà họ biết được sinh ra đã mắc một tình trạng khiến lưỡi nhỏ hơn và không có khả năng giao tiếp. Một buổi tối, những người lớn đi ăn tối, để Agnes và Ant cho một người trông trẻ tên là Muhjid trông coi. Trong khi chơi trốn tìm với Muhjid, Ant cho Agnes xem một bộ sưu tập đồng hồ Paddy có và một thông điệp được viết bằng tiếng Đan Mạch, nhưng Agnes không hiểu. Trong bữa tối, Paddy thách thức chế độ ăn chay của Louise và đùa giỡn mô phỏng việc quan hệ tình dục với Ciara, khiến vợ chồng Dalton bị sốc. Khi trở về, Louise sau đó phát hiện ra Agnes đã được chuyển đến ngủ chung giường với Paddy và Ciara say rượu. Gia đình Dalton lặng lẽ rời đi nhưng buộc phải quay lại vì Agnes bỏ quên Hoppy.
Sau khi nhà Dalton lấy lại Hoppy, Paddy và Ciara xin lỗi vì hành vi của họ. Nhà Dalton quyết định ở lại để giữ hòa bình, nhưng hành vi kỳ lạ, đáng lo ngại vẫn tiếp diễn. Sau một sự cố Paddy ném một miếng pho mát vào Ant, Ant đã đánh cắp bộ chìa khóa của Paddy và dẫn Agnes xuống một tầng hầm bị khóa. Bên trong hầm là một bộ sưu tập hành lý và đồ dùng cá nhân thuộc về nhiều gia đình khác nhau. Sử dụng một album ảnh, Ant tiết lộ với Agnes rằng Paddy và Ciara là những kẻ giết người hàng loạt, chúng dụ dỗ các gia đình đến trang trại này, cướp và giết họ trước khi cắt lưỡi con cái họ và sử dụng bọn trẻ để hỗ trợ dụ dỗ nạn nhân tiếp theo. Ant cho Agnes thấy điều này đã xảy ra với cậu và gia đình cậu, và Paddy và Ciara có ý định biến nhà Dalton thành nạn nhân tiếp theo của chúng. Agnes giả vờ có kinh nguyệt và giải thích tình hình cho Ben và Louise. Khi hết cách, gia đình Dalton quyết định rời đi, tỏ vẻ bình tĩnh để không gây nghi ngờ và sẽ báo cảnh sát để cứu Ant.
Paddy và Ciara, nhận ra rằng kế hoạch của chúng đã bị phát hiện, đã phá lốp xe của nhà Dalton và giấu chú thỏ của Agnes để trì hoãn họ. Khi nhà Dalton lái xe đi, Paddy ném Ant, người không biết bơi, xuống ao nước. Ben cứu Ant trước khi Paddy và Ciara cầm súng bắt giữ họ và buộc họ phải chuyển tiền tiết kiệm của mình trước khi chuẩn bị giết họ và cắt lưỡi Agnes. Tuy nhiên, nhà Dalton đã chống trả, họ và Ant chạy trốn vào nhà, trong khi Paddy, Ciara và đồng phạm Mike của chúng săn đuổi bốn người. Trong cuộc rượt đuổi và vật lộn sau đó, Louise giết Mike và cứu Ben trước khi gia đình họ chạy trốn lên mái nhà, Ciara cố gắng tấn công họ nhưng đã rơi xuống đất và chết.
Khi gia đình Dalton cố gắng trốn thoát, Paddy bắt Agnes làm con tin. Agnes tiêm một ống tiêm ketamine vào Paddy khiến hắn gục ngã. Khi gia đình Dalton rời đi, Ant đến gần Paddy và đánh chết hắn bằng một viên gạch. Gia đình Dalton và Ant rời khỏi trang trại; trên đường đi, Agnes đưa chú thỏ nhồi bông của mình cho Ant.

## Diễn viên
- James McAvoy thủ vai Paddy[3]
- Mackenzie Davis thủ vai Louise Dalton[4]
- Scoot McNairy thủ vai Ben Dalton[4]
- Aisling Franciosi thủ vai Ciara
- Alix West Lefler thủ vai Agnes Dalton[4]
- Dan Hough thủ vai Ant[5]
- Kris Hitchen thủ vai Mike
- Motaz Malhees thủ vai Muhjid